# Bloodline (filme)
Bloodline é um filme de teuto-estadunidense de 1979 dirigido por Terence Young, baseado no romance Bloodline, de Sidney Sheldon.

## Enredo
O poderoso magnata das empresas Roffe é assassinado. Sua filha Elizabeth se torna presidente e, como seu pai, se nega a transferir o controle da empresa para os bancos suícos. Os demais parentes perdulários, que, como acionistas, esperavam se beneficiar financeiramente com a grande operação, ficam descontentes. Elizabeth poderá contar com a ajuda de muitas pessoas, porem elas podem ao mesmo tempo querer derruba-lá. E, também como aconteceu com seu pai, Elizabeth começa a ser perseguida por um assassino.

## Elenco principal
- Audrey Hepburn	 ... 	Elizabeth Roffe
- Ben Gazzara	 ... 	Rhys Williams
- James Mason	 ... 	Sir Alec Nichols
- Claudia Mori	 ... 	Donatella Spollini
- Irene Pappás	 ... 	Simonetta Palazzi
- Michelle Phillips	 ... 	Vivian Nichols
- Maurice Ronet	 ... 	Charles Martin
- Romy Schneider	 ... 	Helene Martin
- Omar Sharif	 ... 	Ivo Palazzi